# Тхотахан

Тхотахан (тайск. ทหาร, тахан — «солдат») — тхо, 23-я буква тайского алфавита, одна из четырёх букв «тхо» нижнего класса аксонтамкху, имеющих одинаковые правила произношения, но разделённые орфографической традицией, в лаосском алфавите группа этих букв объединена в букву тхотхунг (флаг). Как инициаль относится к аксонтамкху (парная нижнего класса), как финаль относится к матре мекот. Как исключение из правил, диграф с буквой рорыа — ทร, читается как «со». В сингальском пали соответствует букве даянна, в бирманском пали — дадуэ. На клавиатуре проецируется на клавишу Ь (мягкий знак).

## Ваййакон (грамматика)
- Тхи — предлог «В» (внутри).
- Тхон (ท่อน) — лаксананам, счётное слово для обломков, частей, кусков и пр.
- Тхэнг (แท่ง) — лаксананам, счётное слово для карандашей и слитков металла.